# 小頭珠鱂
小頭珠鱂，為輻鰭魚綱鯉齒目溪鱂亞目鰕鱂科的其中一種，為熱帶淡水魚，分布於南美洲巴西聖弗朗西斯科河中游流域，體長可達12.5公分，棲息在底中層水域，生活習性不明，可作為觀賞魚。

## 擴展閱讀
維基物種上的相關：小頭珠鱂